# Węgliszek

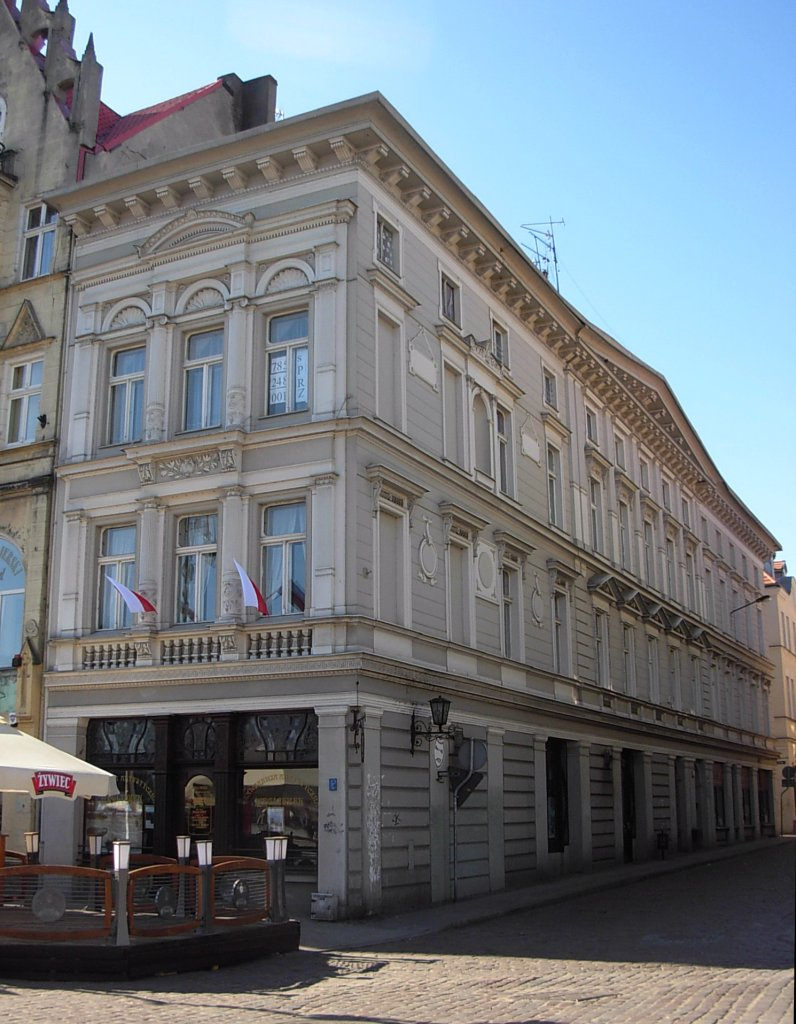
Kamienica Stary Rynek 12, w parterze i piwnicach której mieści się Kawiarnia Artystyczna „Węgliszek”

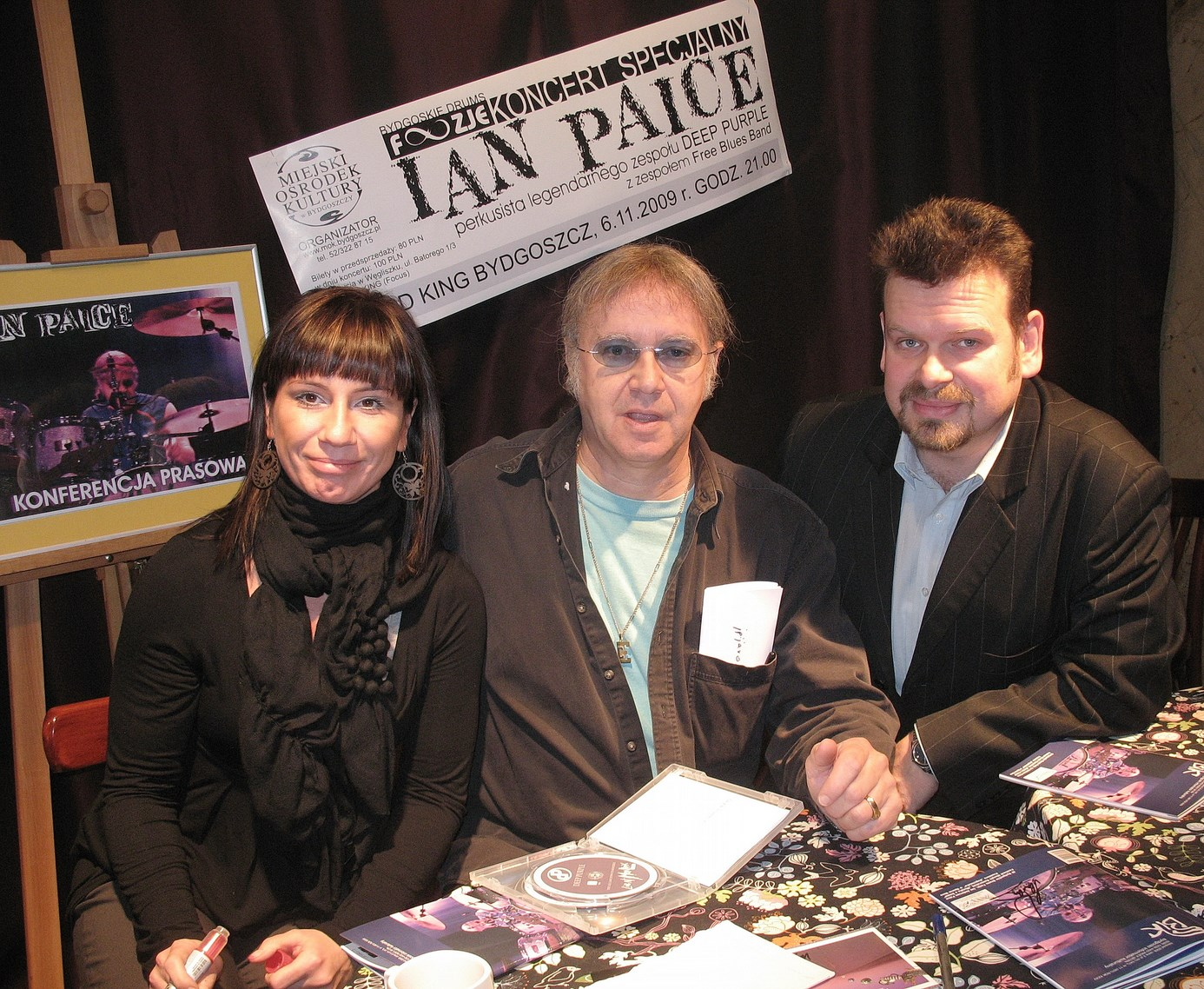
Konferencja i spotkanie z legendarnym perkusistą grupy Deep Purple-Ianem Paice w „Węgliszku” siedzą od lewej: K. Fojuth, Ian Paice, J.Pijarowski (2009 rok)

Kawiarnia artystyczna "Węgliszek" – kawiarnia i klub muzyczny, należąca w latach 1993-2012 do Miejskiego Ośrodka Kultury w Bydgoszczy.

## Lokalizacja
Kawiarnia artystyczna „Węgliszek” mieściła się w kamienicy narożnej przy Stary Rynek 12 – Batorego 1.

## Historia
Kawiarnia została założona 1 kwietnia 1993 r. Od początku swego istnienia należała do Miejskiego Ośrodka Kultury w Bydgoszczy. Była miejscem spotkań środowiska artystycznego, zarówno klubem muzycznym, jak i galerią sztuki. Wnętrze kawiarni zostało zaprojektowane przez Przemysława Kryszka z Gdańska. W wystrój wkomponowane są oryginalne, polichromowane belki stropowe z XVI wieku. Nazwa kawiarni nawiązuje do legendarnego bydgoskiego diabełka „Węgliszka”, członka świty Mistrza Twardowskiego, z którym w 1560 roku odwiedził gród nad Brdą i w nim pozostał, a później w XVII w. rzekomo „panował i straszył” w Bydgoszczy. Do dziś o tym pomocniku Pana Twardowskiego przypomina jego rogaty i uskrzydlony wizerunek w postaci szyldu-metaloplastyki, osadzonego w elewacji kamienicy, dokładnie na rogu ulic Batorego i Starego Rynku. Przygody Mistrza Twardowskiego i jego pomocników w Bydgoszczy opisał w swej powieści z 1840 roku pt. "Mistrz Twardowski: Powieść z podań gminnych" Józef Ignacy Kraszewski.  
W swoich programach repertuarowych Kawiarnia Artystyczna „Węgliszek” uwzględniała: koncerty, recitale, słowno-muzyczne i muzyczno-wokalne formy estradowe, wieczory autorskie oraz promocje książek o różnorodnej tematyce. W latach 1992–1995 „Węgliszek” odwiedziły m.in. sławy polskiego jazzu (Jarosław Śmietana, Jan Ptaszyn Wróblewski, Janusz Muniak, Trio Sławomira Kulpowicza) i poezji śpiewanej (Leszek Długosz, E. Wojnowska, Renata Przemyk), a w latach następnych m.in.:  Allen Ginsberg, Jeremi Przybora, Agnieszka Osiecka, Anna Szałapak, Jacek Kaczmarski, Hanna Banaszak, Krystyna Prońko i wielu innych artystów. W kawiarni prezentowali swą muzykę także miejscowi artyści, m.in. piosenkarze (B. Kalinowska, L. Luther, H. Stróżyk, W. Węgrzyn) i śpiewający aktorzy (A. Mozga, W. Kowalski, M Witkowska). W „debiutach miesiąca” promowano młodych muzyków i artystów. 
W „Węgliszku” preferowało się jazz, piosenkę poetycką i ambitniejsze, pozabiesiadne i dyskotekowe rytmy muzyczne. Kawiarnia w 2001 r. stała się miejscem narodzin nowego bydgoskiego festiwalu muzycznego - „Bydgoszcz Harmonica Meeting”. Od 1996 r. odbywały się tutaj „Szopki Bydgoskie” i benefisy znanych bydgoskich twórców.
Dyrektorami MOK i zarazem „Węgliszka” byli: Andrzej Chwieduk (1992-1995), Krystyna Bujak (1995-1999), Marek Stankiewicz (1999-2010), Katarzyna Fojuth (2010–2012).
W 2012 r. „Węgliszek” decyzją władz miasta Bydgoszczy przestał być ośrodkiem kultury podlegającym opiece UM Bydgoszczy, a w 2014 r. definitywnie zmienił swój charakter i został przekształcony w lokal gastronomiczny.  Przez ostatnie dwa lata kawiarnię prowadził Paweł Leszczyński. W grudniu 2014 roku zarząd lokalu przy ul. Batorego 1 przejęła Administracja Domów Miejskich. W miejscu dawnej kawiarni artystycznej "Węgliszek" Przemysław Buczkowski, związany wcześniej z hotelem "Bohema", otworzył nowy koncept pod nazwą RestoBar Karramba.

## Akcja Nagi Czwartek
01.07.2004 rok został opublikowany pierwszy numer "Nielegalnego Niekoniunkturalnego Miesięcznika Artystyczno - Kulturalnego - Akcja Nagi Czwartek. Nieformalną siedzibą wydawnictwa był Wegliszek. Ukazało się 17 numerów tego wydawnictwa, oraz jeden numer specjalny poświęcony jednemu z założycieli i redaktorowi naczelnemu Zbyszkowi Piechockiemu. Pismo było formą protestu przeciwko nijakości życia kulturalnego w Bydgoszczy i upolitycznieniu lokalnej kultury - co docelowo doprowadziło do bezterminowego zawieszenia działania i wydawania periodyku.